# Guillaume Grégoire de Roulhac
Guillaume Grégoire, barón de Roulhac, nacido el 6 de mayo de 1751 en Limoges, fallecido el 6 de octubre de 1824 en Limoges, es un político francés del siglo XVIII y del siglo XIX.

## Biografía
Guillaume Grégoire de Roulhac, señor de La Borie (en Solignac), de Faugeras (en Boisseuil), consejero del rey, ex alcalde de Limoges, fue teniente general  al presidencial de Limoges, cuando sea elegido, el 18 de marzo de 1789, diputado de la tercer estado a los Estados Generales por esta senescalsia.
Firmó el juramento de la cancha de tenis, fue miembro del comité de redacción y del comité de investigación y, después de ocupar brevemente el ayuntamiento de Limoges (1792), nunca volvió a aparecer en vida pública sólo en el Consulado.
El 4 Vendémiaire Año IV (26 de septiembre de 1795), Guillaume Grégoire Roulhac adquirió las propiedades nacionales de la abadía de Châtenet en Feytiat: el priorato, cuatro de sus granjas, el bosque y los estanques.
Elegido el 6 germinal año X, por el Senado Conservador, diputado por Alto Vienne al Cuerpo legislativo ( Consulado y Primer Imperio) Cuerpo legislativo, fue miembro de una diputación a los cónsules y dejó el Cuerpo legislativo en 1809.
Miembro de la Legión de Honor de 25 prairial an XII, Caballero del Imperio de 2 de enero 1809, barón de 13 de abril de 1811, fue nombrado fiscal general en el tribunal de apelación de Limoges, luego en el corte imperial de Lyon el 1 junio 1811, y fue mantenido en el cargo por la Restauración.
Está enterrado en el cementerio de Louyat Sección 12.